# Visjön (Vilhelmina socken, Lappland)
Visjön är en sjö i Vilhelmina kommun i Lappland och ingår i Ångermanälvens huvudavrinningsområde. Sjön har en area på 0,363 kvadratkilometer och ligger 555,2 meter över havet. Sjön avvattnas av vattendraget Grytsjöån.

## Delavrinningsområde
Visjön ingår i det delavrinningsområde (720841-148627) som SMHI kallar för Inloppet i Lilla Grytsjön. Medelhöjden är 570 meter över havet och ytan är 19,23 kvadratkilometer. Det finns inga avrinningsområden uppströms utan avrinningsområdet är högsta punkten. Grytsjöån som avvattnar avrinningsområdet har biflödesordning 3, vilket innebär att vattnet flödar genom totalt 3 vattendrag innan det når havet efter 354 kilometer. Avrinningsområdet består mestadels av skog (81 procent). Avrinningsområdet har 0,49 kvadratkilometer vattenytor vilket ger det en sjöprocent på 2,6 procent.